# Opius thalia
Opius thalia är en stekelart som beskrevs av Fischer 1968. Opius thalia ingår i släktet Opius och familjen bracksteklar. Inga underarter finns listade i Catalogue of Life.